# إدارة إيذاء الحيوانات البرية

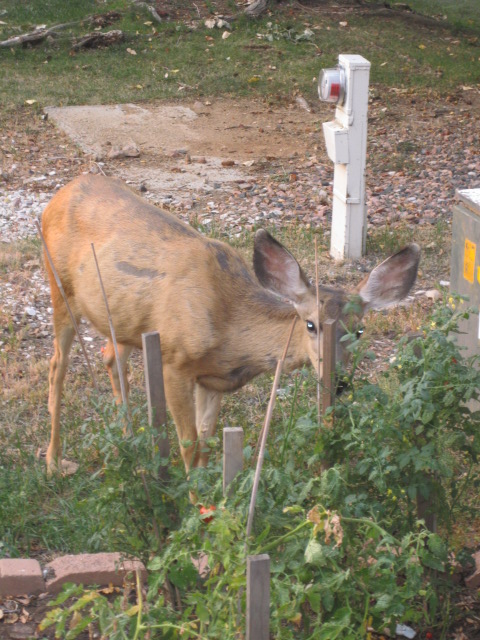

إدارة إيذاء الحيوانات البرية هو المصطلح الذي يطلق على عملية الإزالة الانتقائية لمشاكل الأفراد أو الأعداد من أنواع معينة من الحيوانات البرية. تتضمن المصطلحات الأخرى لهذا المجال إدارة أضرار الحيوانات البرية، السيطرة على الحيوانات البرية، والسيطرة على أضرار الحيوانات البرية. رُوِّضَت بعض أنواع الحيوانات البرية بوجود الإنسان، ما تسبب في تلف الممتلكات أو المخاطرة بنقل المرض إلى البشر أو الحيوانات الأليفة (الأمراض الحيوانية المنشأ). تتعايش العديد من أنواع الحيوانات البرية مع البشر بنجاح كبير، مثل القوارض المتعايشة التي أصبحت تعتمد أكثر أو أقل على البشر.

## مواصفات الأنواع المؤذية
عادةً، يكون للأنواع التي من المرجح أن يعتبرها الإنسان مؤذية المواصفات التالية: أولاً، إنها قابلة للتكيف في البيئة المجزأة. تحب الحيوانات مثل إوز كندا البرك ذات البنوك المنخفضة المنحدرة التي تقودها إلى العشب الأخضر المورق. يحب البشر هذا النوع من المناظر الطبيعية أيضاً، لذلك ليس من المستغرب انتشار إوز كندا (من دون ذكر تراجع الصيد)
ثانياً، هذه الحيوانات ليست مرتبطة بتناول نوع معين من الطعام. على سبيل المثال، لا يعيش حيوان الوشق في البيئات المتأثرة بالإنسان لأنهم يعتمدون بشدة على أرانب الأحذية الثلجية البرية. في المقابل، نجح الراكون بالعيش في الأراضي الحضرية لأنها يمكن أن تعيش في الغرف العلوية والمداخن وحتى المجاري، ويمكن أن تقتات عيشها من المواد الغذائية المكتسبة من القمامة والنفايات المهملة.
ثالثاً، يجب ألا تشكل الحيوانات الناجحة على التعايش مع الإنسان خطراً كبيراً وواضحاً على صحته وسلامته. الحيوانات التي يُنظر إليها على أنها تهديدات خطيرة سوف تتعرض لغضب البشر الشديد وتكون تحت تهديد دائم من البشر الذين يسعون للقضاء عليها.
أخيراً، غالباً ما يُنظر إلى الحيوانات الناجحة في التعايش في الأراضي البشرية على أنها «لطيفة»، على الأقل حتى تتكاثر فيضعف وضعها التفضيلي. العديد من أنواع الحيوانات البرية لديها القدرة على أن تصبح نوعاً «مؤذياً»، ويمكن أن يرتبط نوع معين باعتباره آفة أم لا ارتباطاً مباشراً بالمدى الذي يمكن للبشر أن يتسامح فيه مع هذا الحيوان. بالنسبة لكثير من الناس، لا تشكل السناجب التي تتغذى في ساحاتها أو حدائقها مشكلة؛ قد يشعر أحد الجيران أن هذه السناجب نفسها التي تعشش في الغرفة العليا بمنزله مؤذية وممكن أن تسبب بخطر الحريق، بسبب اعتيادها على قضم الكابلات الكهربائية.

## أنواع الأذى الشائع
تشمل إزعاجات الحيوانات البرية الشائعة الحيوان المدرع (آرماديلوس)، الظربان، الخنازير، الثعالب، السناجب، الثعابين، الجرذان، جرذان الأرض، القنادس، حيوانات الأبوسوم، الراكون، الخفافيش، الخلدان، الغزلان، الفئران، الذئاب، الدببة، الغراب، طيور النورس، نقار الخشب والحمام. بعض هذه الأنواع محمية بموجب قوانين الولاية أو القوانين الفيدرالية، مثل الدببة والغربان والخفافيش والغزلان ونقار الخشب والذئب البري، وقد يتطلب الأمر إذناً للتحكم في بعض الأنواع.
عادة ما يكون إيذاء الحيوانات البرية في مواقف معينة فقط، مثل عندما تصبح أعدادها «مفرطة» في منطقة معينة. غالباً ما تؤدي التغيرات التي يحدثها الإنسان في البيئة إلى زيادة أعداد الأنواع. على سبيل المثال، تشكل أكوام مواد البناء مواقع ممتازة إذ يمكن للقوارض أن تعيش فيها. غالباً ما تكون مخلفات الغذاء المتروكة للحيوانات الأليفه جذابة بنفس القدر لبعض أنواع الحيوانات البرية. في هذه الحالات، يكون للحيوانات البرية طعام وموطن مناسب وقد تصبح مصدر إزعاج.

## السيطرة على أضرار الحيوانات البرية
يجب أن يكون الهدف الأساسي لأي برنامج مراقبة هو تقليل الضرر بطريقة عملية وإنسانية ومقبولة بيئياً. يستخدم مديرو الحياة البرية ومشغلو التحكم في الحياة البرية طرق التحكم المعتمدة على عادات وبيولوجيا الحيوانات التي تسبب الضرر. باستخدام أساليب مطابقة للأنواع المزعجة، ستكون جهود المكافحة أكثر فاعلية وستعمل على زيادة السلامة إلى أقصى حد على البيئة والبشر والحيوانات الأخرى.
مفتاح التحكم في أضرار الحياة البرية هو تحديد سريع ودقيق للحيوان الذي يسبب الضرر. حتى في بعض الأحيان يمكن لشخص لا يتمتع بأي تدريب أو خبرة تحديد الآفة عن طريق فحص المنطقة المتضررة بدقة. نظراً لأن مؤشرات التغذية الخاصة بالعديد من أنواع الحيوانات البرية متشابهة، فإن العلامات الأخرى -مثل الفضلات أو المسارات أو الجحور أو أعشاش أو مخابئ الطعام- عادة ما تكون ضرورية لإجراء تحديد إيجابي للأنواع.
بعد تحديد آفة الحياة البرية، يمكن اختيار طرق المكافحة المناسبة للأنواع الحيوانية المعنية. قد تؤدي طرق التحكم غير السليمة إلى إلحاق الضرر بالحيوان لكنها لا تقتله، ما يتسبب بأخذ حذره من تلك الأساليب وغيرها في المستقبل. على سبيل المثال، قد يؤدي استخدام الفخاخ والطعوم السامة بشكل غير صحيح أو في الموقف الخاطئ إلى تعليم الحيوان أن طريقة السيطرة شيء ضار. هذا يجعل من الصعب السيطرة على الحيوان في وقت لاحق، حتى مع الطريقة الصحيحة.
أربع خطوات تؤدي إلى نجاح برنامج السيطرة على الحيوانات البرية المؤذية:
- تحديد صحيح للأنواع التي تسبب المشكلة.
- تغيير الموطن، إن أمكن، لجعل المنطقة أقل جاذبية لعيش الحيوانات البرية فيها.
- استخدم طريقة تحكم مناسبة للموقع، الوقت في السنة والظروف البيئية الأخرى.
- مراقبة الموقع في حال أُعيد غزوها لتحديد ما إذا كان التحكم الإضافي ضرورياً أم لا.

## طرق التحكم
تشمل أكثر الطرق شيوعاً للسيطرة على الحيوانات البرية المزعجة حول المنازل والحدائق الاستبعاد وتعديل الموطن والمواد الطاردة للسموم والطعوم السامة ولوحات الصمغ والفخاخ والتخويف. ينطوي التحكم في الحيوانات البرية على مخاطر بشرية سواء من الإصابة المحتملة للشخص أو الممتلكات، لكن أيضاً بسبب الأمراض الحيوانية المنشأ.

### الإقصاء
الاستبعاد الجسدي للحيوان المسيء من المنطقة المتضررة أو المنزعجة هو في الغالب الطريقة الأفضل والأكثر دواماً للسيطرة على المشكلة. اعتماداً على حجم المنطقة المراد حمايتها، يمكن أن تتراوح طريقة التحكم هذه من غير مكلفة إلى باهظة التكاليف.
على سبيل المثال، يمكن تقليل الأضرار التي تلحقها الطيور أو الأرانب بشجيرات الزينة أو نباتات الحدائق بتكلفة منخفضة عن طريق وضع شبكة طيور على النباتات لإبعاد الآفات. من ناحية أخرى، يمكن أن يكون إبعاد الغزلان عن العشب أو الحديقة أكثر تكلفة. المواد اللازمة للاستبعاد تعتمد على الأنواع التي تسبب المشكلة. يمكن استبعاد الثدييات الكبيرة بأسوار الأسلاك المنسوجة والأسوار متعددة الأشرطة والأسوار الكهربائية؛ لكن العديد من المجتمعات تمنع استخدام السياج الكهربائي في ولاياتها. يمكن استبعاد الثدييات الصغيرة وبعض الطيور من خلال الشباك أو قماش القنب أو قطعة قماش أو أي مادة أخرى مناسبة؛ تأتي الشباك بأحجام نسج مختلفة مناسبة لاستبعاد الحيوانات المختلفة.
ومع ذلك، يمكن أن يتداخل الاستبعاد مع الحركة الطبيعية للحياة البرية، خاصة عندما يغطي الاستبعاد مساحات شاسعة من الأرض.

### أجهزة التخويف
قد تكون أجهزة التخويف مثل الأجراس، والصفارات، القرون، التصفيق، الانبعاث الصوتي، والأشرطة الصوتية وغيرها من أجهزة الصوت ناجحة جداً في المدى القصير بإبعاد الحيوانات عن المنطقة.
أجهزة أخرى مثل الدمى، الأضواء، وعاكسات الضوء وطواحين الهواء تعتمد على التحفيز البصري لتخويف وإبعاد الحيوان. في كثير من الأحيان تصبح الحيوانات المزعجة معتادة على هذه التكتيكات، وستعود في وقت لاحق إن تعرضت لهذه الأجهزة يومياً.